# دائرة القاهرة الثانية
دائرة القاهرة الثانية هي من الدوائر الانتخابية لنظام الفردي في محافظة القاهرة بالقاهرة الكبرى. وتشمل الدائرة الثانية:
- الزيتون
- الأميرية
- الوايلي
- حدائق القبة

يمثلها في مجلس الشعب المصري (2012) عمرو زكي (فئات).